# Rue Grand-Pont
Pour les articles homonymes, voir Rue du Pont.
La rue Grand-Pont est une voie publique de la commune française de Rouen.

## Situation et accès
Située rive droite, entre le pont Boieldieu à l'intersection avec le quai de la Bourse et le quai Pierre-Corneille et le tunnel Saint-Herbland et la place de la Cathédrale, cette voie commerçante en partie piétonne, située dans le centre-ville historique est longue de 250 mètres.
Rues adjacentes
- Rue Saint-Étienne-des-Tonneliers
- Rue de la Savonnerie
- Rue du Général-Leclerc
- Rue aux Ours

## Origine du nom
Son nom lui vient de l'ancien pont de pierre édifié sous Mathilde l'Emperesse, petite-fille de Guillaume le Conquérant, appelé Grand-Pont.

## Historique

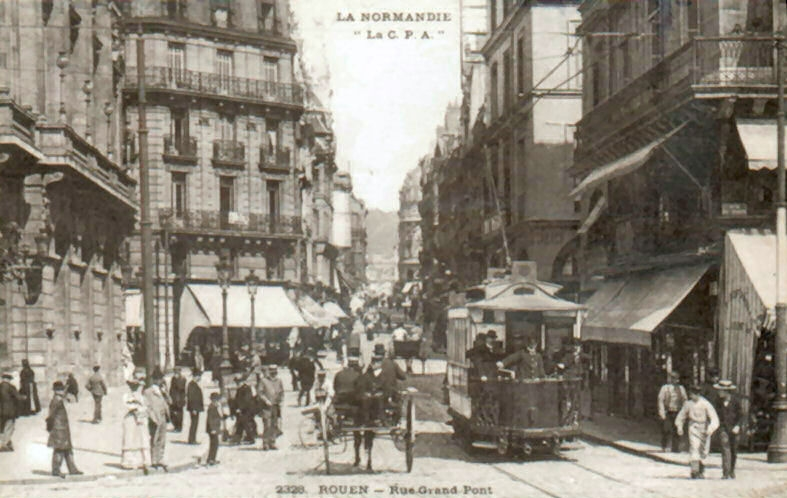
Vue de la rue Grand-Pont au début du XX avec sur la gauche le théâtre des Arts.

Elle suit le cardo maximus (axe nord-sud) de la ville de Rouen. La rue a pris son nom de l'ancien pont de pierre construit au XIIe siècle,.
Le nom a d'abord été donné à la rue des Carmes qui était appelée jusqu'au XVe siècle rue du Pont ou rue de Grand Pont, à cause de la porte de Grand-Pont avant qu'elle ne soit établie au bas de la rue Grand-Pont actuelle. Cette porte a finalement été démolie en 1810.
L'actuelle rue Grand-Pont a porté les noms de rue Saint-Martin, de grand rue Saint-Martin, rue du Bout-du-Pont, rue de Saint-Martin-du-Bout-du-Pont. Elle était encore dénommée rue Saint-Martin en 1685 en raison de la présence de l'église Saint-Martin-du-Pont. Au XVe siècle existait aussi un hôpital Saint-Martin.

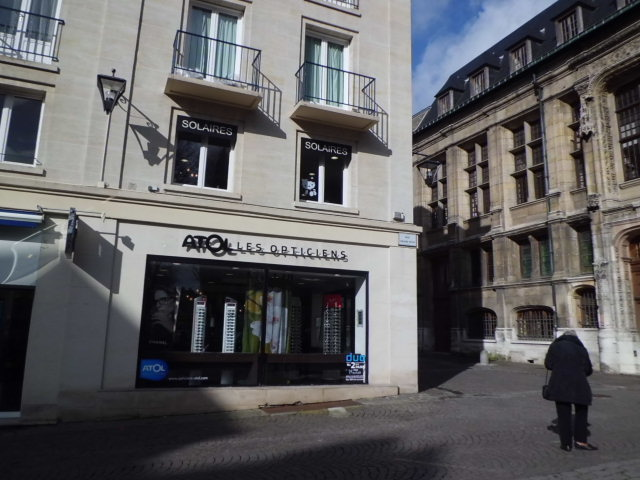
49 rue Grand-Pont à Rouen, en retrait par rapport à l'office de tourisme à droite, le numéro 81 était dans l'alignement de ce dernier.

Au bas de la rue, au croisement avec la rue des Charrettes, a été édifié le premier théâtre des Arts, construit par l'architecte François Guéroult entre 1774 et 1776. Il est inauguré le 29 juin 1776 avec Le Cid de Corneille. Il prend en 1795. Le théâtre est détruit par un incendie le 25 avril 1876. Un bâtiment neuf néo-classique est construit sur les plans de l'architecte Louis Sauvageot. Il est inauguré en 1882 sur les ruines du précédent. Il brûle de nouveau, partiellement, dans l'incendie du quartier au moment de la prise de la ville par l'armée allemande le 9 juin 1940. Des représentations purent pourtant y être données pendant la guerre jusqu'à la destruction totale de ses espaces intérieurs, les façades ayant été relativement épargnées, par le bombardement américain du 4 juin 1944.
La création de trottoirs sur cette rue date de 1856.
De février à avril 1893, Claude Monet y peint six tableaux de la cathédrale de Rouen depuis le magasin des nouveautés Caprice de M. Édouard Mauquit, situé au no 81 (immeuble détruit pendant la Seconde Guerre mondiale, au niveau du numéro 49 actuellement).
Un magasin de style Art nouveau à l'enseigne des Nouvelles Galeries est édifié de 1898 à 1903 par l'architecte Raymond Loisel. Détruit pendant la Seconde Guerre mondiale, Il sera reconstruit dans un style moderniste en 1953 un peu plus au Nord.
Les destructions de 1940 (partie est de la rue) puis 1944 (partie ouest) génèrent un vaste programme de reconstruction après-guerre. Le quartier est alors divisé en îlots qui sont rebâtis en 1950-1951 par plusieurs équipes d'architectes : Paul Koch & Edmond Lair (îlot 1), Koch (îlot 2), André Gini (îlot 3), Gilbert François & Robert Dumesnil (îlot 4), Fernand Hamelet & Leroux (îlot 5), Roger Pruvost (îlot 6), André Lancesseur & Hamelet (îlot 7). L'îlot A, occupé actuellement par les Galeries Lafayette, est une réalisation des architectes Feray, Robinne et Bonnet.

## Bâtiments remarquables et lieux de mémoire
- no 22 : Louis Née (1881-1969) y a vu le jour
- no 25 :  Le magasin des Galeries Lafayette (à l'angle formé avec la rue du Général-Leclerc), reconstruit en 1953 notamment par Georges Feray.
- no 61 : Armand Salacrou (1899-1989) et Jacques Nobécourt (1923-2011) y sont nés.
- no 71 : Immeuble du XVIe siècle, classé au titre des monuments historiques en 1922 (détruit en juin 1940)[6]
- no 77 : Marcel Duchamp et Simone de Beauvoir ont fréquenté dans l'entre-deux-guerres la brasserie Paul, reconstruite après guerre à l'angle de la place de la Cathédrale.